# Göran Bengtsson (landshövding)
Lars Göran Bengtsson, född 8 september 1947 i Mölndals församling i Göteborgs och Bohus län, är en svensk ämbetsman. Han var landshövding i Göteborgs och Bohus län 1996–1997.

## Biografi
Bengtsson avlade filosofie kandidatexamen vid Göteborgs universitet 1970 och filosofisk ämbetsexamen där 1971. Han var anställd vid universitetet 1969–1971. Bengtsson tjänstgjorde vid länsstyrelsen i Älvsborgs län 1971–1989, vid Jordbruksdepartementet 1979–1982, vid länsstyrelsen i Göteborgs och Bohus län 1989–1992 och vid Civildepartementet 1992–1993. Han var länsråd vid länsstyrelsen i Göteborgs och Bohus län 1993–1996 och landshövding i samma län 1996–1997, den siste på posten. Bengtsson var därefter länsöverdirektör vid länsstyrelsen i Västra Götalands län 1998–2011.